# عروس‌محله (رودسر)
عروس‌محله یک روستا در ایران است که در شهرستان رودسر استان گیلان واقع شده‌است. عروس‌محله ۱۲۶ نفر جمعیت دارد.

## جمعیت
این روستا در دهستان رضامحله قرار دارد و براساس سرشماری مرکز آمار ایران در سال ۱۳۸۵، جمعیت آن ۱۲۶ نفر (۳۹ خانوار) بوده‌است.